# 新丰街道 (武夷山市)
新丰街道，是中华人民共和国福建省南平市武夷山市下辖的一个乡镇级行政单位。

## 行政区划
新丰街道下辖以下地区：
临安社区、余庆桥社区、下府洲社区、溪东社区、湖桃社区、五里村、里洋村、洋墩村和综合农场生活区。